# (1352) Wawel
(1352) Wawel est un astéroïde de la ceinture principale.
Il a été ainsi baptisé en référence au château de Wawel, Cracovie (Pologne).